# Isole Vergini Americane ai Giochi della XIX Olimpiade
Le Isole Vergini Americane parteciparono ai Giochi della XIX Olimpiade che si sono svolti a Città del Messico dal 12 al 27 ottobre 1968, con una delegazione di 6 atleti impegnati in 3 discipline: atletica leggera, sollevamento pesi e vela. Portabandiera il sollevatore di pesi Leston Sprauve, che gareggiò nella categoria dei Pesi massimi. Fu la prima partecipazione di questo paese ai Giochi. Non fu conquistata nessuna medaglia.